# 신기성
신기성(申基成, 1975년 4월 30일 ~ )은 대한민국의 전 프로농구선수이자 농구 해설가, 농구 지도자이다. 한국프로농구를 대표하는 포인트 가드 가운데 한명으로 꼽히며, '총알탄 사나이'라는 별명으로 불렸다.

## 경력
1998년 원주 나래 블루버드(현 원주 DB 프로미)에 입단했으며, 2005년 부산 KTF 매직윙스로 이적하였다. 1998~1999시즌에 신인상을 받았으며 2004~2005 시즌 MVP를 받았다. 2010~2011시즌에 인천 전자랜드 엘리펀츠로 이적하였으나 2012년 3차재계약협상에 실패하여 은퇴를 선언하였다.

## 지도자
은퇴 후 2013년 11월 모교인 고려대학교 농구부 코치로 선임되며 지도자 생활을 시작하였다.
2014년 부천 하나외환 코치로 임명되었다. 이후 2016년 인천 신한은행 에스버드의 감독이 되었다.

## 방송해설위원
은퇴 후 2012-2013 시즌과 고려대학교 농구부 코치 시절이었던 2013-2014 시즌 MBC 스포츠플러스 농구 해설가로 활동했다. 2013-2014 시즌을 끝으로 부천 하나외환 코치로 비면서 후임 해설로 고려대 동기이자 동창친구인 현주엽을 추천하고 떠나게 된다. 2018-2019 시즌을 끝으로 인천 신한은행 에스버드 감독에서 물러난 이후 2019-2020 시즌부터 SPOTV 농구해설을 맡고 있다.

## 방송 출연
- 《가족오락관》 (KBS2, 1996년 5월 1일) 게스트
- 《퀴즈 탐험 신비의 세계》 (KBS2, 1999년 7월 1일) - (주희정, 유열과 함께 출연)[3]
- 《스타주니어쇼 붕어빵》 (2012년 10월 20일)
- 《우리동네 예체능》 〈농구 대결〉 (2013, 2015)

## 학력
- 송도중학교
- 송도고등학교
- 고려대학교

## 연혁
- 2016년- 2019년 인천 신한은행 에스버드 감독
- 2014년-2016년 부천 하나외환 여자 농구단 코치
- 2013년-2014년 고려대학교 코치
- 2012년-2014년 MBC 스포츠 플러스 해설
- 2010년-2012년 인천 전자랜드 엘리펀츠
- 2005년-2010년 부산 KTF 매직윙스
- 1999년-2005년 원주 TG삼보 엑써스 농구선수

## 상훈
국가대표팀
- 2002년 아시안 게임 농구 남자 –  금메달

개인
- KBL 정규리그 MVP: 2005
- KBL 신인선수상: 1999

## 감독 기록
| 팀       | 연도    | 경기 | 승리 | 패배 | 승률 | 최종 | P.O 경기 | P.O 승리 | P.O 패배 | P.O 승률 | 결과                 |
| -------- | ------- | ---- | ---- | ---- | ---- | ---- | -------- | -------- | -------- | -------- | -------------------- |
| 신한은행 | 2016-17 | 35   | 14   | 21   | .400 | 4위  | —        | —        | —        | —        | 플레이오프 진출 실패 |
| 신한은행 | 2017-18 | 35   | 17   | 18   | .486 | 3위  | 3        | 1        | 2        | .333     | 플레이오프 패배      |
| 신한은행 | 2018-19 | 35   | 6    | 29   | .171 | 6위  | —        | —        | —        | —        | 플레이오프 진출 실패 |
| 합계     | 합계    | 105  | 37   | 68   | .352 |      | 3        | 1        | 2        | .333     |                      |